# Луций Юний Силан (консул-суффект)
Лу́ций Ю́ний Сила́н (лат. Lucius Iunius Silanus; умер после 26 года) — государственный и политический деятель эпохи ранней Римской империи, занимавший, по одной из версий, в 26 году должность консула-суффекта.

## Биография
Известно, что родным отцом Луция Юния был некто Децим Юний Силан. 
Начиная с 22 года, Луций состоял в жреческой коллегии фламинов Марса. Кроме того, крупнейший британский антиковед Р. Сайм называет Юния Силана консулом-суффектом 28 года, однако, по свидетельствам некоторых сохранившихся надписей, он занимал эту должность чуть ранее — в 26 году. Известно, что его коллегой по консулату являлся Гай Веллей Тутор.